# بولی (بازی ویدئویی)
بولی یا قلدر (به انگلیسی: Bully یا Canis Canem Edit) یک بازی ویدئویی به سبک اکشن-ماجراجویی و جهان باز که توسط راک‌استار ونکوور ساخته شده و به وسیلهٔ شرکت راک‌استار گیمز در سال ۲۰۰۶ برای کنسول پلی‌استیشن ۲ منتشر شده‌است. بولی بعدها بر روی کنسول‌های دیگری نظیر وی در ۴ مارس ۲۰۰۸ و اکس‌باکس ۳۶۰ در ۲۴ اکتبر ۲۰۰۸ منتشر شد. نسخهٔ به روز شده بورس تحصیلی این بازی نیز تحت نام سالگرد توسط استودیو وار درام در دسامبر ۲۰۱۶ برای اندروید و آی‌اواس عرضه شد.
در این بازی، بازیکن نقش یک دانش‌آموز به را بدست دارد، که تا به حال از هفت مدرسه اخراج شده‌است و مادرش برای پنجمین بار ازدواج کرده و قصد دارد به یک ماه عسل یکساله برود؛ بنابراین اورا در یک مدرسه ثبت نام می‌کند که در آن دانش‌آموزان با قوانینی سخت تربیت می‌شوند. جیمی یک دانش‌آموز می‌باشد و تصمیم می‌گیرد برای آنکه ریاست مدرسه را به عهده بگیرد به جنگ با دیگر دانش‌آموزان و معلمان برود.

## داستان
بازی Bully در شهر خیالی بولورث، واقع در منطقه نیوانگلند آمریکا جریان دارد. داستان حول محور جیمز "جیمی" هاپکینز، نوجوان ۱۵ ساله‌ای می‌چرخد که پس از اخراج از هفت مدرسه مختلف، به آکادمی بولورث - یک مدرسه شبانه‌روزی معروف - فرستاده می‌شود. این اتفاق همزمان با سفر ماه عسل مادرش و همسر جدیدش رخ می‌دهد.
طراحی محیط مدرسه با الهام از سبک نئوگوتیک مدارس معروف انگلیس و نیوانگلند مانند کالج فتس ادینبورگ انجام شده است. مدرسه محل اصلی رویدادهای بازی است و سایر نقاط شهر به مرور و با پیشرفت داستان در دسترس بازیکن قرار می‌گیرد.
شهر بولورث از چهار بخش اصلی تشکیل شده است:
بولورث تاون که مرکز تجاری شهر محسوب می‌شود، اولد بولورث وَیل به عنوان منطقه مسکونی مرفه با ویلاهای بزرگ، ساحل و شهربازی، نیو کاونتری که منطقه‌ای فقیرنشین با ساختمان‌های قدیمی است، و بلو اسکایز اینداستریال پارک که شامل کارخانه‌ها، اسکله و یک پارک تریلر می‌شود. همچنین تیمارستان هپی وولتس در حاشیه شهر و نزدیک به مدرسه قرار دارد.
با توجه به اینکه داستان بازی در طول یک سال تحصیلی اتفاق می‌افتد، تغییر فصل‌ها به خوبی در محیط بازی نمایان است. این تغییرات به ویژه در فصل سوم که همزمان با ایام کریسمس است، کاملاً مشهود می‌باشد.
پس از رسیدن به آکادمی بولورث، جیمی هاپکینز (با صداپیشگی جری روزنتال) با دکتر رالف کربل‌اسنیچ (رالف گاندرمن)، مدیر مدرسه ملاقات می‌کند که از او می‌خواهد "خودش را کنترل کند". جیمی به زودی با گری اسمیت (پیتر وک)، دانش‌آموز سال آخر و پیتر "پیتی" کوالسکی (مت بوش)، دانش‌آموز سال اول دوست می‌شود و با آنها همکاری می‌کند تا بر گروه‌های مختلف مدرسه مسلط شوند: زورگیرها، خوره‌ها، پول‌دارها، گریسری‌ها و ورزشکارها.  
با این حال، گری که به تدریج دچار پارانویا می‌شود، در نهایت به جیمی خیانت می‌کند و او را در یک مبارزه زیرزمینی با راسل نورثروپ (کودی مالتون)، رهبر زورگیرها قرار می‌دهد. جیمی راسل را شکست می‌دهد و او را مجبور می‌کند تا از زورگیری به دیگر دانش‌آموزان دست بردارد، در نتیجه احترام زورگیرها را به دست می‌آورد.  
در ماه‌های بعد، جیمی با کمک پیتی سعی می‌کند بر سایر گروه‌ها مسلط شود تا آرامش را به بولورث بازگرداند. او ابتدا به سراغ پول‌دارها می‌رود، اما درست زمانی که به نظر می‌رسد آنها را راضی کرده، گری آن‌ها را علیه او تحریک می‌کند. در پاسخ، جیمی در یک مسابقه بوکس که توسط دربی هارینگتون (جان لاول)، رهبر پول‌دارها برگزار شده، شرکت می‌کند. با وجود پیروزی، پول‌دارها حاضر به پذیرش سلطه جیمی نمی‌شوند و با هم به او حمله می‌کنند، اما شکست می‌خورند.  
جیمی سپس توجه خود را به گریسری‌ها معطوف می‌کند و به جانی وینسنت (روکو روزانیو)، رهبر آن‌ها، کمک می‌کند تا رابطه پنهانی دوست‌دخترش لولا لومباردی (فیبی استرول) با گورد وندوم (درو گهلینگ)، یکی از پول‌دارها را افشا کند. با این حال، گریسری‌ها پس از اینکه جیمی مجبور می‌شود برای جبران خرابکاری در قلمرو آن‌ها با پول‌دارها صلح کند، علیه او می‌شوند. وقتی گری به جانی می‌گوید که جیمی به لولا نزدیک شده، جانی برای جیمی کمین می‌گذارد، اما در نهایت شکست می‌خورد و رهبری گریسری‌ها را به او واگذار می‌کند.  
برای تسلط بر ورزشکارها که قدرتمندترین گروه مدرسه هستند، جیمی از خوره‌ها کمک می‌خواهد. وقتی آن‌ها امتناع می‌کنند، جیمی ارنست جونز (جسی تندلر)، رهبر خوره‌ها را شکست می‌دهد و با قول دادن که دیگر مورد آزار قرار نخواهند گرفت، احترام آن‌ها را به دست می‌آورد. برای خراب کردن reputation ورزشکارها، ارنست از جیمی می‌خواهد عکس‌های نامناسبی از مَندی وایلز (النا فرانکلین)، سرگروه تشویق‌کنندگان مدرسه بگیرد که در سراسر شهر پخش می‌شود. با این حال، جیمی بعداً از سر دلسوزی عکس‌ها را جمع‌آوری می‌کند و محبت مَندی را به دست می‌آورد. در نهایت، ورزشکارها پس از اینکه جیمی بازی بزرگ فوتبال آن‌ها را خراب می‌کند و سپس تد تامپسون (الکساندر سندز)، رهبر آن‌ها را در مقابل تمام مدرسه شکست می‌دهد، تحقیر می‌شوند.  
حالا که همه گروه‌ها را تحت فرمان خود متحد کرده و آرامش را به بولورث بازگردانده، جیمی از موفقیت جدید خود لذت می‌برد، غافل از اینکه گری در حال برنامه‌ریزی برای سرنگونی اوست. گری رهبران گروه‌ها را متقاعد می‌کند تا جیمی را مجبور به خرابکاری در تالار شهر بولورث کنند. او همچنین "تاونیز" (شهروندان)، گروهی از دانش‌آموزان سابق بولورث که به دنبال انتقام از مدرسه هستند، را استخدام می‌کند تا شوخی‌های خطرناکی با گروه‌ها انجام دهند تا آن‌ها تقصیرها را به گردن رهبری ضعیف جیمی بیندازند و علیه او بشوند. پس از اطلاع دادن به کربل‌اسنیچ درباره خرابکاری جیمی در تالار شهر، گری احترام او را به دست می‌آورد و به عنوان "سرپرست دانش‌آموزان" منصوب می‌شود، در حالی که جیمی اخراج می‌شود.  
اگرچه جیمی ابتدا شکست خود را می‌پذیرد، پیتی او را تشویق می‌کند تا از گری انتقام بگیرد. برای متقاعد کردن تاونیز به شورش علیه گری، جیمی از زویی تیلور (مولی فاکس)، یکی از اعضای آن‌ها که به دلیل اتهام آزار جنسی به آقای برتون (مایکل بویل)، معلم ورزش مدرسه، اخراج شده بود، کمک می‌خواهد. پس از کمک به زویی برای انتقام از برتون، جیمی با کمک او و راسل به محل تجمع تاونیز حمله می‌کند و با ادگار مونسن (جان میلوویچ)، رهبر آن‌ها روبرو می‌شود. پس از شکست ادگار، جیمی به او توضیح می‌دهد که گری چگونه هر دو آن‌ها را برای مقاصد خود فریب داده و استفاده کرده است، در نتیجه احترام تاونیز را به دست می‌آورد.  
در همین حال، گری و پیروانش کربل‌اسنیچ را گروگان می‌گیرند و جنگ تمام‌عیاری بین گروه‌ها آغاز می‌شود. تاونیز و راسل به جیمی کمک می‌کنند تا رهبران گروه‌ها را خنثی کند و او را قادر می‌سازند تا با گری در ساختمان اصلی مدرسه روبرو شود. جیمی گری را تا پشت بام تعقیب می‌کند، جایی که بین آن‌ها درگیری رخ می‌دهد و هر دو از بام به داخل دفتر کربل‌اسنیچ سقوط می‌کنند.  
پس از آزادی، کربل‌اسنیچ گری را اخراج می‌کند، برتون را به دلیل رفتارهای نادرست اخراج می‌کند، پیتی را به عنوان سرپرست دانش‌آموزان منصوب می‌کند و با جیمی آشتی می‌کند و به او و زویی اجازه می‌دهد به بولورث بازگردند. در بیرون مدرسه، در حالی که دوستان، معلمان و متحدانش او را تشویق می‌کنند، جیمی زویی را می‌بوسد.